# Hradisko
Hradisko (Hongaars: Kisvár, Duits: Kuntschhöfchen) is een Slowaakse gemeente in de regio Prešov, en maakt deel uit van het district Kežmarok.
Hradisko telt 99 inwoners.